# A dinoszauruszok fiziológiája
Megjegyzés: Ebben a szócikkben a „dinoszaurusz” szó a „nem repülő dinoszauruszokra” utal, habár sok szakértő a madarakat a dinoszauruszok egy fejlettebb csoportjának tekinti.
A dinoszauruszok fiziológiája történetileg vitatott témakör, ami főként a hőszabályzásról szól. Napjainkban a dinoszauruszokkal kapcsolatban számos új bizonyíték lát napvilágot, nem csak a metabolikus rendszerüket és a hőszabályzásukat, hanem a légző- és keringési rendszerüket illetően is.

## A kutatások története

### A dinoszauruszok korai értelmezése: 1820-tól az 1900-as évek elejéig
A dinoszauruszkutatás 1820-ban Angliában kezdődött. A terület úttörői William Buckland, Gideon Mantell és Richard Owen az első, meglehetősen töredékes maradványokról azt gondolták, hogy nagy, négy lábon járó vadállatokhoz tartoztak. A korai munkáik eredményeként, az 1850-es években készített dinoszaurusz szobrok, melyek a londoni Crystal Palace parkjában tekinthetők meg, még elefántméretű, gyíkszerű hüllőkként mutatják be ezeket az állatokat. A hüllőszerű megjelenésük ellenére, Owen úgy vélte, hogy a dinoszauruszok szíve és légzőrendszere közelebb állhatott az emlősökéhez, mint a hüllőkéhez.

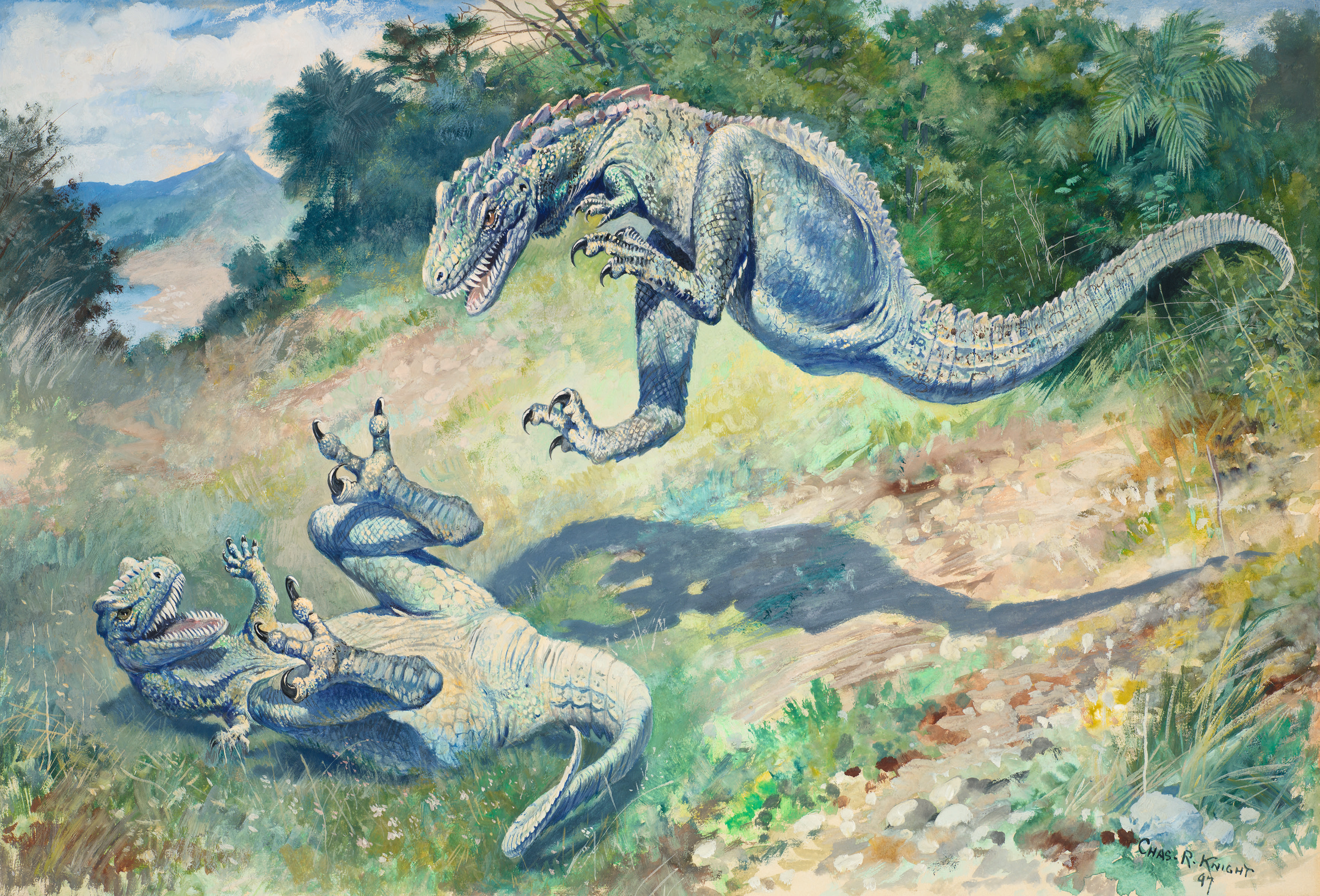
Charles R. Knight 1897-es festménye a két „Laelapsról” (mai nevén Dryptosaurus).

Azzal, hogy az 1870-es években az Amerikai Egyesült Államok nyugati részén több teljes csontvázat fedeztek fel, a tudósok több információhoz jutottak a dinoszauruszok biológiáját illetően. Edward Drinker Cope, Othniel Charles Marsh ellenfele a Csontháborúban felvetette, hogy némelyik dinoszaurusz aktív és gyors lehetett, mint amilyennek a két harcoló „Laelaps” látható Charles R. Knight róluk készült festményén, melyhez Cope adott útmutatást. A Darwini evolúciós elmélet fejlődése, valamint az Archaeopteryx és a Compsognathus felfedezése kapcsán Thomas Henry Huxley arra a következtetésre jutott, hogy a dinoszauruszok a madarak közeli rokonai voltak. E vélemények ellenére a dinoszauruszokról, mint óriási hüllőkről alkotott nézet gyökeret vert, és ősbiológiájukat a huszadik század első felében több szempontból is hüllőszerűnek tekintették.

### Nézetváltozások és a Dinoszaurusz reneszánsz
Az 1960-as évek végére a nézetek változni kezdtek, miután megjelentek John Ostrom Deinonychusról és a madarak evolúciójáról szóló művei. Tanítványa Robert T. Bakker az 1968-as The superiority of dinosaurs (A dinoszauruszok felsőbbrendűsége) című művével kezdődően megjelent írásaiban ezt a kapcsolatot kezdte népszerűsíteni. Ezekben a publikációkban fáradhatatlanul érvelt amellett, hogy a dinoszauruszok meleg vérű (homeoterm) és aktív állatok voltak, melyek szervezete igen aktív időszakokat is elviselt. Bakker, írásainak többségében az érveit olyan bizonyítékokként állította be, amelyek a 19. század végén népszerű elméletek újraéledéséhez, egy általa „dinoszaurusz reneszánsznak” nevezett folyamathoz vezetnek. Különböző anatómiai és statisztikai bizonyítékokat hozott fel álláspontja megvédésére, ám módszertana heves vitákat váltott ki a tudósok között.
A viták felpezsdítették az érdeklődést a kihalt állatok ősbiológiáját kutató új módszerek, például a csont hisztológia iránt, amit sikeresen alkalmaztak számos dinoszaurusz növekedési arányának megállapításánál.
Napjainkban általánosan elfogadott, hogy egyes dinoszauruszokat, vagy talán valamennyit magasabb metabolikus arány jellemezte, mint a ma élő hüllőket, de a helyzet jóval összetettebb és változatosabb, mint ahogy Bakker eredetileg felvázolta. Például a kisebb dinoszauruszok feltehetően igazi meleg vérűek (endotermek) lehettek, míg a nagyobbak talán tehetetlenségi homeotermek (gigantotermek), és lehet hogy sokuk metabolikus aránya közepes volt.

## Táplálkozás és emésztés
A legkorábbi dinoszauruszok többnyire ragadozók voltak, és a különböző, nem a dinoszauruszok közé tartozó rokonaikra, például a Lagosuchusra hasonlítottak, melynek nagy, görbe, pengeszerű fogakkal ellátott tágra nyitható állcsontjai ollószerűen záródtak össze; míg a hasa aránylag kis méretű volt, ugyanis húsevőként nem volt szüksége nagy emésztőrendszerre. A későbbi dinoszauruszok, melyeket szintén húsevőnek tartanak, bár néha nagyobbra nőttek, megőrizték őseik tulajdonságait. Ezek az állatok a táplálékukat nem rágták, hanem inkább egyben nyelték le.
Habár a ragadozó theropodák fejlődési vonalán jelentek meg, az ornithomimosaurusok és az oviraptorosaurusok táplálkozási szokásai mégis rejtély tárgyát képezik. Állcsontjaik kicsik voltak, nem rendelkeztek a ragadozókra jellemző pengeszerű fogakkal, és nincs bizonyíték arra, hogy mit fogyasztottak és hogyan ették, illetve hogyan emésztették meg a táplálékukat.
Más dinoszauruszcsoportok jellemzői arra utalnak, hogy növényevőként éltek: állkapcsuk kisebb mértékben volt nyitható és inkább redőnyszerűen záródott, vagyis az alsó és felső fogaik egyszerre találkoztak; hasuk mérete nagy mennyiségű növény befogadását tette lehetővé, amit hosszabb ideig tárolhattak; az emésztőrendszerükben pedig a cellulóz lebontást valószínűleg endoszimbiotikus mikroorganizmusok segítették, ugyanis nem ismert olyan állat, ami hasonlóan durva anyagot közvetlenül is képes lenne megemészteni.
A sauropodák, melyek növényevők voltak, nem rágták meg a táplálékot, mivel a fogaik és az állkapcsuk mindössze a levelek letépésére volt alkalmas. Az ornithischiák szintén növényevők voltak, de más tulajdonságokkal rendelkeztek. A páncélos ankylosaurusok és stegosaurusok feje kicsi, állkapcsuk és fogazatuk pedig gyenge volt, így a sauropodákhoz hasonlóan táplálkozhattak. A pachycephalosaurusok feje szintén kicsi, állkapcsuk és fogazatuk pedig hasonlóan gyenge volt, de a nagy emésztőrendszerük alapján feltételezhető, hogy más étrendet követtek, talán gyümölcsöket, magvakat vagy fiatal hajtásokat fogyaszthattak, melyek a leveleknél több tápanyagot tartalmaznak.
Az ornithopodák, mint például a Hypsilophodon és az Iguanodon, valamint a különböző hadrosauridák egy elszarusodott csőr segítségével darabolhatták a növényzetet, állkapcsuk és fogaik pedig jól alkalmazkodtak a rágáshoz. Hozzájuk hasonlóan táplálkozhattak a szarvakat viselő ceratopsiák is.
Gyakran feltételezik, hogy egyes dinoszauruszok (a fosszíliák között gasztrolitokként ismert) köveket nyeltek le az emésztésük megsegítésére, melyekkel a mai madarakéhoz hasonló izmos zúzájukban megőrölhették a táplálékot. 2007-ben Oliver Wings áttekintette a szakirodalomban a gasztrolitokra vonatkozó utalásokat, és komoly zűrzavart talált, kezdve azzal, hogy nem sikerült rábukkannia a gasztrolitok tárgyilagos definíciójára sem. Megtudta, hogy a lenyelt kemény kövek vagy kőpor segíthetik az emésztést a főként gabonával táplálkozó madarak esetében, bár maga a táplálék lehet hogy nem lényeges, ugyanis a nyáron rovarokat, télen magvakat fogyasztó madarak nyáron megszabadulnak a kövektől és a kőportól. Gyakran úgy vélik, hogy a gasztrolitok fontosak voltak a sauropodák számára, melyeknél a növények elfogyasztása alapos emésztést igényelt. de Wings megállapította, hogy ez az elképzelés téves, ugyanis a sauropodák fosszíliáival együtt csak kis százalékban találtak gasztrolitokat; ahol volt belőlük, a mennyiségük ott is túl kevés volt, és a kövek gyakran túl lágyak voltak az élelem hatékony megőrléséhez; a többségük csiszolt állapotban volt, míg a ma élő állatok esetében a kövek durvák, és a gyomorsav hatása miatt korrodáltak; mindebből az a következtetés vonható le, hogy a sauropodák véletlenül nyelték le a gasztrolitokat.
Emellett kijelentette, hogy gasztrolitokat találtak a fejlett theropoda dinoszauruszok, például a Sinornithomimus és a Caudipteryx fosszíliáival együtt is, ami alapján feltételezhető, hogy a gasztrolitok használata már e dinoszauruszok és a madarak közös őseinél megjelent.

## Szaporodásbiológia
A tojásrakáshoz egyes madárfajok nőstényei különleges csontokat növesztenek a lábaikban, a kemény külső héj és a csontvelő között. Ez a kalciumban gazdag medulláris csont szükséges a tojáshéjak létrehozásához, a tojásrakás után pedig felszívódik. A medulláris csont megtalálható az olyan theropodák fosszíliáiban is, mint a Tyrannosaurus, az Allosaurus és az ornithopodák közé tartozó Tenontosaurus.
A tény, hogy a dinoszauruszoknak az a fejlődési vonala, amin az Allosaurus és a Tyrannosaurus fejlődött nagyon hamar levált arról a fejlődési vonalról, ami a Tenontosaurus megjelenéséhez vezetett arra utal, hogy a dinoszauruszok között általános volt a medulláris szövet. Másfelől a krokodilok, melyek a dinoszauruszok második legközelebbi rokonai, a madarakat követően, nem hoznak létre medulláris szövetet. Ez a szövet talán legelőször a triász időszakbeli archosaurusok közé tartozó ornithodiráknál jelent meg, melyekről azt gondolják, hogy a dinoszauruszok ősei lehettek.
A medulláris csontot fiatal egyedeknél is megtalálták, ami azt sejteti, hogy a dinoszauruszok még azelőtt ivaréretté váltak, mielőtt elérték volna a maximális testméretüket. Ez a jellegzetesség más hüllőknél, valamint a közepes, illetve nagy méretű emlősállatoknál is megfigyelhető, a madarak és a kisemlősök azonban csak a növekedésük befejeztével – nagyjából az életük első évében –, érik el az ivarérettség állapotát. A korai ivarérettséghez más egyedi jellegzetességek is tartoznak; az utódok nem magatehetetlenül, hanem aránylag jól fejlett állapotban jönnek a világra; illetve a felnőttek közti elhullási arány magas.

## Légzőrendszer

### Légzsákok

A madarak tüdejében ki- és belélegzéskor is friss levegő van, mert a légzsákok pumpálják a levegőt, és a tüdők egyszerűen elnyelik az oxigént. Az első ábrán a belégzési, a másodikon a kilégzési fázis látható. Fent, balról jobbra: elülső légzsákok, tüdők, hátulsó légzsákok. Lent: légcső

1870 körül a haladó szellemű tudósok körében általánosan elfogadott volt, hogy számos dinoszaurusz csontvázának koponya alatti (posztkraniális) része levegővel töltött üregeket tartalmazott, különösen a csigolyákban. Az üregekről sokáig azt gondolták, hogy csak súlycsökkentő szerepük volt, de Robert T. Bakker szerint légzsákokat tartalmaztak, amik a madarak légzőrendszerét hatékonyabbá teszik bármely más állaténál.
Más tudósok, például John Ruben vitatják ezt a nézetet, szerintük ugyanis a dinoszauruszoknak a hüllőkére emlékeztető légzőrendszerük volt, amit a krokodilokéhoz hasonló hepatikus dugattyú mechanizmus erősített – a főként a szeméremcsonthoz tapadó izmok visszafelé húzzák a májat, ami lehetővé teszi hogy a tüdő kitáguljon a belélegzéshez; mikor pedig az izmok ellazulnak, a tüdő mérete és alakja visszaáll a korábbi állapotba, és az állat kilélegzik. Ezt a madarak dinoszauruszoktól való származásának ellenérveként hozták fel.
A kritikusok azt állították, hogy a repülő légzsákok nélkül, közepes fejlesztések révén a modern hüllők keringési- és légzőrendszere képes lenne elérni a hasonló méretű emlősök oxigénáramlásának 50–70%-át, emellett pedig a repülő légzsákok hiánya nem gátolja meg az endotermia kifejlődését. Az állításra, miszerint a dinoszauruszoknak nem voltak repülő jellegű légzsákjaik, csak nagyon kevés hivatalos cáfolatot publikáltak a tudományos folyóiratokban, de az egyik rámutat arra, hogy a sok vitát kiváltott Sinosauropteryx fosszília meglehetősen lapos volt, és emiatt lehetetlen megmondani, hogy a mája megfelelő alakú volt-e ahhoz, hogy a hepatikus dugattyúrendszer részeként működjön. Egyes újabb cikkek további kommentár nélkül érvelnek az ellen, hogy a dinoszauruszoknak légzsákjai lettek volna.
A kutatók bizonyítékokat és érveket soroltak fel a légzsákok meglétét illetően:
- a sauropodák (Apatosaurust tartalmazó csoportja) esetében (2003, 2006). A korai sauropodák esetében csak a nyakcsigolyáknál látható ez a jellegzetesség; a fejlettebbeknél (a „neosauropodáknál”) már a hát alsó része és a csípő területe is tartalmaz légzsákokat. Ha a fejlődési sorrend megtalálható a madárembriókban, az azt jelenti, hogy a légzsákok előbb fejlődtek ki, mint a csontváz csatornái, amelyek a későbbiekben hozzájuk kapcsolódtak.[28][29][30][31][32]
- a coeluridáknál (meglehetősen fejlett theropodák, melyek többnyire kis méretűek, de ide tartoznak a tyrannosauroideák is) (2004)[33][34]
- a ceratosaurusoknál (egy theropodacsoport, melyet nem tekintenek különösen fejlettnek) és talán valamennyi theropodánál (2005)[27]
- a Coelophysisnél (egy korai theropodánál) (2006), melynél a légzsákok bizonyítottan csak a nyakcsigolyáknál voltak jelen. A sauropodomorphák közé tartozó Thecodontosaurus és a theropodák közé tartozó Coelophysis, melyek a késő triász időszakban éltek, a legkorábbi dinoszauruszok, melyek csontvázán egyértelműen megtalálhatók a légzsákokhoz kapcsolódó csatornák.[32]

Az különböző testrészek térfogatainak becslései az Apatosaurus esetében azt az elméletet erősítik, ami szerint a sauropodáknak madárszerű légzsákjaik voltak:
- Feltételezve, hogy az Apatosaurus, a legközelebbi élő rokonaihoz, a krokodilokhoz és a madarakhoz hasonlóan nem rendelkezett diafragmával, a légzési holttér egy 30 tonnás állatnál 184 liter körül lehetett, ami megfelel a szájüreg, a légcső és a légvezetékek teljes térfogatának. Ha az állat ezt csak részben lélegezte ki, akkor az elhasználódott levegőt a következő belégzés visszajuttatta a tüdőbe.
- A tüdőkapacitásra – az egyetlen lélegzetvétellel a tüdőkbe juttatható maximális levegőmennyiségre – vonatkozó becslés a légzőrendszer típusától függ: a madaraknál 904 liter, az emlősöknél 225 liter; a hüllőknél 19 liter.

Ez alapján az Apatosaurusnak nem valószínű, hogy hüllőszerű légzőrendszere volt, illetve, hogy a tüdőkapacitása kisebb volt a holttér térfogatánál, ami az elhasználódott levegő tüdőbe való visszaáramlását okozta volna. Inkább csak egy emlőséhez hasonló légzőrendszer lehet képes körülbelül 225 ‒ 184 = 41 liter friss, oxigéndús levegőt biztosítani egyetlen belélegzés során. Ebből következően az Apatosaurusnak vagy egy napjainkban ismeretlen légzőrendszerrel, vagy a madarakéhoz hasonló, légzsákokból és légátáramoltató tüdőből álló rendszerrel kellett rendelkeznie, melynél elegendő 600 literes tüdőkapacitás is, míg egy emlősszerű állatnál 2950 literre lenne szükség, ami meghaladná a 30 tonnás állat mellkasában, a becslés szerint rendelkezésre álló 1700 literes helyet.
A dinoszauruszok légzőrendszere a madárszerű légzsákokkal együtt, talán a hasonló méretű emlősökénél nagyobb aktivitási szint elérését és fenntartását tette lehetővé. Amellett hogy nagyon hatékony oxigénellátással szolgált, a gyors légáramlás igen jó hűtést biztosíthatott, ami alapvető az aktív, de a bőrön keresztül történő hűtéshez túl nagy méretű állatok számára.
A Public Library of Science ONE című online folyóirat 2008. szeptember 29-ei számában levő Aerosteon riocoloradensis leírás szolgáltatja a legszilárdabb bizonyítékot arra, hogy a dinoszauruszok madárszerű légzőrendszerrel rendelkeztek. A komputertomográfiás (CT) vizsgálat feltárta, hogy az Aerosteon testüregében légzsákok helyezkedtek el.
Egyelőre nincs bizonyíték a légzsákok jelenlétére az ornithischiáknál, de ez nem jelenti azt, hogy a metabolikus arányuk elmaradt volna az emlősökétől, melyek nem rendelkeznek légzsákokkal.
Három magyarázat létezik a légzsákok dinoszauruszokban történő kifejlődésére:
- A tüdőkapacitás növelése. Talán ez a legegyszerűbb feltevés és jól illeszkedik ahhoz az elmélethez, ami szerint számos dinoszaurusz magas szintű metabolikus aránnyal rendelkezett.
- Az egyensúlyérzék és a manőverezőképesség javítása a tömegközéppont lejjebb helyezésével és a forgatónyomaték csökkentése. Ez azonban nem magyarázza meg a légzsákok elterjedését a négy lábon járó sauropodáknál.
- Hűtőmechanizmus. Úgy tűnik, hogy a tollak és a légzsákok egyidőben fejlődtek ki a coelurosaurusoknál. Ha a tollak visszatartották a hőt, a tulajdonosaiknak szükségük lehetett a túl magas hő csökkentésére is. Ez az elképzelés hihető, de további empirikus bizonyítékot igényel.

### Processus uncinatusok a bordákon

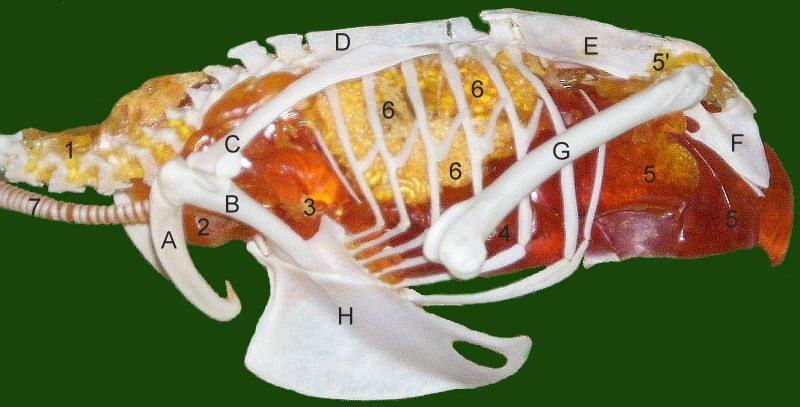
A processus uncinatusok apró fehér kinövések a bordák közepe táján. Az ábra egy része a légzsákokat és a madár légzőrendszerének egyéb részei ábrázolja: 1. nyaki légzsák, 2. kulcscsonti légzsák, 3. kraniális mellkasi légzsák, 4. kaudális mellkasi légzsák, 5. hasüregi légzsák (5' diverticulum a medenceövben), 6. tüdő, 7. légcső

A madarak bordájának hátsó ívén processus uncinatusnak nevezett kinövések találhatók, melyek a mellizmokat megemelve növelik a belégzéskor az oxigénbevitelt. A processus uncinatusok mérete illeszkedik a madarak életstílusához és oxigénszükségletéhez: a gázlómadaraknál a legrövidebbek, a búvármadaraknál a leghosszabbak, ami szükséges az oxigénkészletek kiegészítéséhez a felszínre emelkedéskor. A röpképtelen maniraptora dinoszauruszoknál szintén megtalálhatók a processus uncinatusok, és arányosan hosszabbak, mint a modern búvármadaraknál levők, ami azt jelzi, hogy tetemes oxigénmennyiségre volt szükségük.
Az ornithischia dinoszauruszok közé tartozó Thescelosaurus fosszíliáinál a processus uncinatusokhoz hasonlóan működő lemezeket találtak, melyek magas oxigénfogyasztásra, valamint magas metabolikus arányra utalnak.

### Orrkagylók
Az orrkagylók vékony, kitekert csont struktúrák az orrüregben. A legtöbb emlősnél és madárnál megtalálhatók, és nyálkahártyákkal vannak szegélyezve, melyeknek két funkciója van; javítják a szaglóérzéket a levegőben terjedő vegyi anyagokat érzékelő felület méretének megnövelésével; emellett pedig felmelegítik és benedvesítik a belélegzett levegőt, míg a kilélegzett levegőből kivonják a hőt és a nedvességet, megóvva a tüdőt a hidegtől és a kiszáradástól.

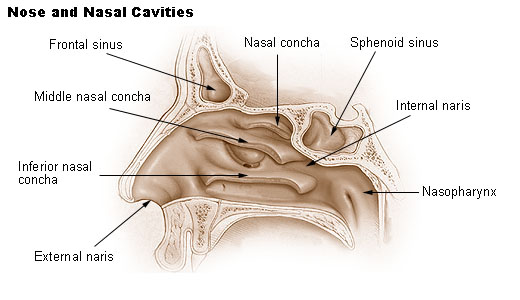
Az ember orrkagylói meglehetősen egyszerűek, de a többi emlőséhez hasonlóan helyezkednek el.

J. A. Ruben és más tudósok számos cikkben az alábbi kijelentéseket tették:.
- Nem találtak orrkagylókat a dinoszauruszoknál (a cikkek a coelurosaurusokról szólnak)
- Az összes megvizsgált dinoszaurusz orrjárata túl szűk és túl rövid volt ahhoz, hogy orrkagylók lehettek volna bennük.
- Ennél fogva a dinoszauruszoknak nem volt lehetőségük olyan ütemben lélegezni, ami pihenés közben egy emlőséhez vagy madáréhoz hasonló metabolikus arányt biztosíthatott, mivel a tüdejük hamar kiszáradt volna.

Ez az állítás azonban tiltakozást váltott ki:
- Az orrkagylók egyes madaraknál (például a struccalakúaknál, a Viharmadár-alakúaknál vagy a sólyomalakúaknál) és emlősöknél (például a bálnáknál, a hangyászoknál, a denevéreknél, az elefántoknál és a főemlősök többségénél)[45] nagyon kicsik vagy teljesen hiányoznak, noha ezek az állatok mégis teljesen endotermek, és egyes esetekben igen aktív életmódot folytatnak.
- Más tanulmányok szerint e dinoszauruszok orrjáratai elég hosszúak és szélesek voltak ahhoz, hogy orrkagylókat vagy hasonló mechanizmusokat tartalmazzanak, melyek megóvják a tüdőt a kiszáradástól.[46]
- Az orrkagylók csak ritkán és töredékes formában fordulnak elő a fosszíliákban, madarak fosszíliáinál pedig még nem találtak ilyesmit.

## Keringési rendszer

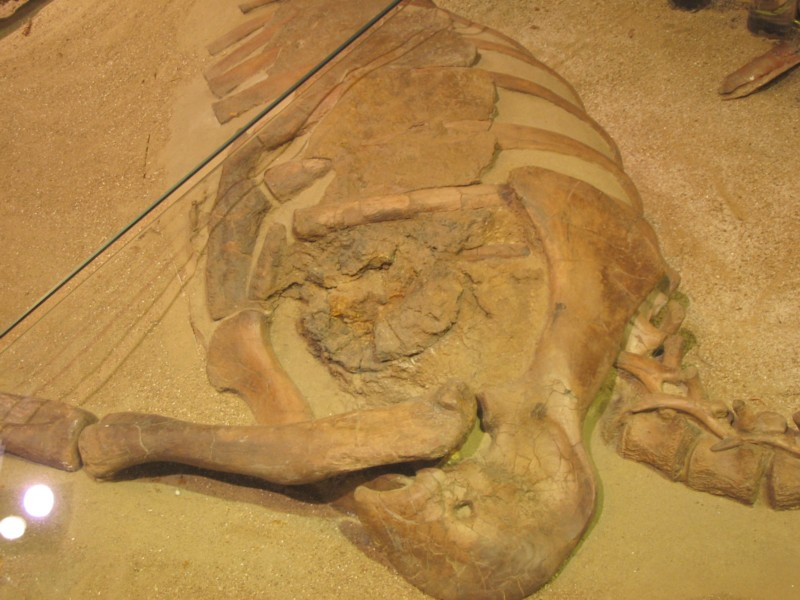
A "Willo" nevű Thescelosaurus feltételezett szíve (középen).

Elvileg lehetséges, hogy a dinoszauruszoknak két részből álló keringési rendszere volt, melyet egy négyüregű szív irányított, habár sokuknál meglehetősen nagy vérnyomásra lehetett szükség, ahhoz hogy a vér a földtől nagy magasságban tartott fejig eljusson, ám a gerincesek tüdeje csak meglehetősen alacsony vérnyomást képes elviselni. 2000-ben egy, az Észak-Karolinai Természettudományi Múzeumban (North Carolina Museum of Natural Sciences) kiállított Thescelosaurus csontvázáról készült leírás egy négyüregű szív és egy aorta maradványairól számolt be. A szerzők szerint a szív szerkezete alapján a Thescelosaurus a hideg vérű hüllőkénél magasabb metabolikus aránnyal rendelkezett. Összegzésük vitatott; más kutatók egy cikkben kijelentik, hogy az említett rész valójában egy ásványi „cementből” álló konkréció. Szerintük a tárgyhoz készült anatómiai elemzés helytelen (például az „aorta” a szív közelében összeszűkül és hiányoznak a belőle kinövő artériák), részben beborítja az egyik bordát, és van egy belső, egyes helyeken koncentrikus rétegekből álló struktúrája, de ezen kívül egy másik konkréció is található a jobb láb mögött. A kritizált cikk szerzői védik az álláspontjukat; egyetértenek azzal, hogy a vizsgálat tárgya egyfajta konkréció, de szerintük a szív körül keletkezett és megőrizte az izomzat, valamint az aorta egyes részeit.
A tárgy mibenlététől függetlenül feltételezhető, hogy nincs nagy jelentősége a dinoszauruszok metabolikus arányát és belső anatómiáját érintő kutatásban. A dinoszauruszok legközelebbi ma élő rokonai, a krokodilok és a madarak négyüregű szívvel rendelkeznek (habár a krokodiloké módosult), így elképzelhető, hogy a dinoszauruszoknak is ilyen volt; ez azonban nem feltétlenül kötődik a metabolikus arányhoz.

## Növekedés és életciklus
Eddig nem találtak kosárlabda méretűnél nagyobb dinoszaurusztojást, és a nagyobb embriók, például a Maiasauráé csak aránylag kis méretű tojásokban fordultak elő. Az emlősökhöz hasonlóan a dinoszauruszok növekedése is megállt, miután elérték a fajukra jellemző felnőtt méretet, miközben az ivarérett hüllők növekedése lassan tovább folytatódik, ha megfelelő mennyiségű élelemhez jutnak. A dinoszauruszok a méretüktől függetlenül gyorsabban növekedtek a hasonló nagyságú ma élő hüllőknél; de a mai meleg vérű állatokkal való összehasonlítások eredménye már a mérettől függően változik:
| Tömeg (kg)      | Összehasonlítási arány | Hasonló méretű mai állatok             |
| --------------- | --- | -------------------------------------- |
| 0,22            | Lassabb az erszényesekénél. | patkány                                |
| 1 – 20          | Az erszényesekéhez hasonló, de lassabb, mint a fészekhagyó madaraké.                                                                           | a tengerimalactól az Andoki kondorig   |
| 100 – 1000      | Gyorsabb, mint az erszényeseké, a fészekhagyó madarakéhoz hasonló, lassabb, mint a méhlepényes emlősöké.                                       | a vörös óriáskengurutól a jegesmedvéig |
| 1500 – 3500     | Hasonló a legtöbb méhlepényes emlőséhez. | az amerikai bölénytől az orrszarvúig   |
| 25000 vagy több | Nagyon gyors, a mai bálnákéhoz hasonló; de csak nagyjából a fele lenne a fészeklakó madarakénak – ha azok elérnék a 25000 kilogrammos tömeget. | bálnák                                 |

Négy tyrannosaurida feltételezett növekedési görbéje (a testtömeg a kor viszonylatában) Erickson (és mások) 2004-es műve alapján

A fiatal Tyrannosaurus rex növekedésének látványos felgyorsulása:
- 10 éves korban ½ tonna
- a 10-es évek közepén, 2 tonna körüli tömeg, nagyon gyors (évente körülbelül ½ tonnás) növekedés
- a második évtized után elhanyagolható növekedés.

A hadrosauridák közé tartozó Hypacrosaurus csontvázának 2008-as vizsgálata arra a következtetésre vezetett, hogy ez a dinoszaurusz még nagyobb sebességgel növekedett, ami lehetővé tette, hogy 15 éves korára már elérje a felnőttkori méretét; erre a legfőbb bizonyítékot a csontgyűrűk száma és a köztük mérhető távolság szolgáltatta. A kutatók úgy találták, hogy ez egyezést mutat az életciklus-elmélettel, ami szerint a zsákmányállatoknak gyorsabban kell növekedniük a rájuk vadászó ragadozóknál, amennyiben számos fiatal egyed esik áldozatul, és az élőhely a gyors növekedéshez megfelelő mennyiségű táplálékot biztosít.
Úgy tűnik, hogy a dinoszauruszok egyedei meglehetősen rövid életűek voltak, például az eddig talált legidősebb Tyrannosaurus 28, míg a legöregebb sauropoda 38 évet élt. A fiatal dinoszauruszok magas elhullási aránya feltehetően a ragadozóknak, az ivaréretteké pedig a szexuális versengésnek tudható be.

## Metabolizmus
A dinoszauruszok életstílusáról, metabolizmusáról és hőszabályzásáról különböző tudományos elméletek láttak napvilágot azóta, hogy a 19. század közepén felfedezték őket. A tudósok megosztottak abban a kérdésben, hogy a dinoszauruszok képesek voltak-e egyáltalán a testhőmérsékletük szabályozására. A legújabb elképzelés a dinoszauruszok meleg vérűségével kapcsolatban (aktív életstílus és nagyjából állandó testhőmérséklet) egyetértéshez vezethet, a viták inkább a hőmérséklet-szabályozás mechanizmusára koncentrálódnak, továbbá arra, hogy mennyire állhatott közel a dinoszauruszok metabolikus aránya a madarakéhoz és az emlősökéhez.

### A vita tárgya
A meleg vérűség összetett és főként bizonytalan fogalom, ami az alábbiakat foglalhatja magában:
- Homeotermia, avagy egy nagyjából állandó testhőmérséklet fenntartása. A mai endotermek testhőmérséklete különböző értékhatárok között mozog: 28–30°C a kloákásoknál és a lajhároknál; 33–36 °C az erszényeseknél; 36–38 °C a legtöbb méhlepényesnél; valamint körülbelül 41 °C a madaraknál.[36]
- Tachimetabolizmus, avagy magas metabolikus arány fenntartása, főként nyugalmi helyzetben. Ehhez elég magas és állandó testhőmérséklet szükséges, ugyanis a biokémiai folyamatok fele olyan gyorsan zajlanak le, ha az állat testhőmérséklete 10 °C-al lecsökken; a legtöbb enzimnek van egy optimális működési hőmérséklete, és a hatékonyságuk hirtelen lecsökken, ha a hőmérséklet a megfelelő tartományon kívülre esik.[59]
- Endotermia, avagy a belső hő létrehozásának képessége például zsírégetés által, ami nem igényel sütkérezést vagy izommozgást. Habár elvileg az endotermia az állandó testhőmérséklet létrehozásának legbiztosabb módja, meglehetősen költséges eljárás, ugyanis a mai emlősöknek például 10–13-szor annyi táplálékot kell fogyasztaniuk, mint a modern hüllőknek.[36]

A nagy méretű dinoszauruszok talán tehetetlenségi homeotermia (gigantotermia) révén tartották fenn a testhőmérsékletüket. Azaz, az óriási méretű állatok hőkapacitása olyan magas volt, hogy akár két vagy több napba is beletelt, mire a testhőmérsékletük jelentősen megváltozott, így talán a hőmérséklet napi változásai nem is érintették őket. Ez az átsiklási effektus a nagy méretű teknősöknél és a krokodiloknál is megfigyelhető, de talán egy 700 kilogramm körüli Plateosaurusnál is működhetett. A tehetetlenségi homeotermia nem lehetséges sem a kis méretű fajoknál, sem a nagy méretű fajok fiatal utódainál. A növények bélcsatornában történő erjesztése révén a nagy növényevők jelentős mennyiségű hőt termelhettek, de ez a hőtermelési mód nem volt alkalmazható sem ezen állatok fiatal példányainál, sem a kisebb növényevőknél, sem a nagy méretű húsevőknél.
Amíg a kihalt élőlények belső mechanizmusai megismerhetetlenek maradnak, a legtöbb vita a homeotermiára és a tachimetabolizmusra fókuszálódik.
A metabolikus arány megbecslését bonyolítja, hogy az értékek különböznek nyugvó és aktív helyzetben. A modern hüllők, valamint a legtöbb emlős és madár esetében a maximális értékek 10-szer, 20-szor magasabbak a nyugvó helyzetben tapasztalható minimális értékeknél. Néhány emlősnél azonban ezek az eltérések a 70 tényezőből mindössze egyet érintenek. Elméletileg elképzelhető olyan szárazföldi gerinces, amely nyugvó helyzetben hüllőszerű, aktív állapotában pedig madárszerű metabolikus aránnyal rendelkezik, azonban ilyen nyugalmi értékek mellett az állat képtelen lenne a gyors növekedésre. Az óriási növényevő sauropodák talán állandó mozgásban voltak, folyamatosan keresve az élelmet, így az energiaszükségletük nagyjából állandó lehetett, függetlenül attól, hogy a metabolikus arányuk magas vagy alacsony volt.

### Metabolikus lehetőségek
A főbb lehetőségek az alábbiak:
- A dinoszauruszok hideg vérűek voltak, mint a ma élő hüllők, kivéve a nagy méretűeket, amelyek talán stabilizálhatták a testhőmérsékletüket.
- Melegvérűek voltak, jobban hasonlítottak az emlősökre és a madarakra, mint a mai hüllőkre.
- Nem voltak sem hideg- sem meleg vérűek, és a metabolikus arányuk nagyjából a ma élő hideg vérű és meleg vérű állatoké között lehetett.
- Az említett lehetőségek közül kettő vagy akár mindhárom is jellemző lehetett rájuk.

A dinoszauruszok körülbelül 150 millió éven át éltek, így nagyon valószínű, hogy több különböző metabolizmussal és hőszabályozási rendszerrel rendelkező csoportjuk is kifejlődött, miáltal némelyikük fiziológiája eltérhetett az első dinoszauruszokétól.
Ha a dinoszauruszok egy részére vagy egészére a közepes metabolizmus volt jellemző, akkor elképzelhető, hogy az alábbi tulajdonságokkal is rendelkeztek:
- Alacsony metabolikus arány nyugvó helyzetben, ami csökkenti az inaktívan töltött időszakok élelemfelhasználását, lehetővé téve, hogy a gyors metabolikus arányú állatoknál több élelmet használhassanak fel a növekedésre.
- Tehetetlenségi homeotermia.
- A hőveszteség szabályozása a bőr alatt futó vérerek kitágítása, illetve beszűkítése által, a modern hüllőkhöz hasonlóan.
- Két részből álló keringési rendszer, amit egy négyüregű szív irányít.
- Magas oxigénfelvétel, ami aktív életmódot tesz lehetővé.

Robert Reid szerint az ilyen állatok „sikertelen endotermeknek” tekinthetők. Elképzelte hogy a dinoszauruszok és az emlősök triász időszakban élt ősei hogyan jutnának túl egy fejlődési állapoton ezekkel a jellemzőkkel: Az emlősök arra kényszerülnének, hogy kisebbek legyenek, mint a közepes és nagy állatok számára fenntartott ökológiai fülkéket betöltő archosaurusok. Lecsökkent méretük és megnövekedő testfelület-tömeg arányuk folytán jobban ki lennének téve a hőveszteséggel járó veszélyeknek, ami arra kényszerítené őket, hogy növeljék a belső hőmérsékletüket, és teljesen endotermekké váljanak. Másrészről a dinoszauruszok, közepes és nagy méretű állatokként képesek lennének a közepes metabolizmusuk megtartására.

### Csontszerkezet
Armand de Ricqlès Havers-csatornákat fedezett fel a dinoszauruszok csontjaiban, és kijelentette, hogy ez bizonyítékul szolgál az endotermiára vonatkozóan. Ezek a csatornák gyakoriak a „meleg vérű” állatoknál, és kapcsolódnak a gyors növekedéshez és az aktív életstílushoz, ugyanis segítik a csont újraképződését, ami szükséges a nagy sebességű növekedéshez, illetve a sérülések utáni regenerálódáshoz. Bakker szerint a (gyorsan termelődő, és rostos, fonatszerű megjelenésű) fibrolamelláris csont jelenléte a dinoszaurusz fosszíliákban az endotermia bizonyítéka.
Más, főként későbbi kutatások eredményei alapján a csontszerkezetből nem lehet egyértelmű következtetést levonni a metabolizmusra vonatkozóan sem a dinoszauruszoknál, sem az emlősöknél vagy a hüllőknél:
- A dinoszauruszok csontjai gyakran tartalmaznak növekedési gyűrűket, melyeket a lassú és gyors növekedési periódusok hoznak létre; számos tanulmány a növekedési gyűrűk segítségével számítja ki a dinoszauruszok korát.[53][54] A növekedési gyűrűket rendszerint az évszakok hőmérsékleti változásai alakítják ki, és néha úgy tekintenek rájuk, mint az alacsony metabolizmus és az ektotermia (hideg vérűség) jeleire. De a növekedési gyűrűk a jegesmedvéknél és több téli álmot alvó emlősnél is megtalálhatók.[63][64]
- A fibrolamelláris csont meglehetősen gyakori a fiatal krokodiloknál, de néha a felnőtteknél is előfordul.[65][66]
- A Havers-csatorna megtalálható a krokodiloknál, valamint a tengeri és a szárazföldi teknősöknél,[67] de gyakran hiányzik a kisebb madaraknál, a denevéreknél, a cickányoknál és a rágcsálóknál.[66]

Mindazonáltal de Ricqlès tovább tanulmányozta a dinoszauruszok és az archosaurusok csontszerkezetét. 2008 közepén részt vett egy cikk megírásában, ami széles körben vizsgálta az archosaurusok és köztük a korai dinoszauruszok csontmintáit, majd az alábbi következtetéseket vonta le:
- A legkorábbi archosauriformesek nagyon gyors növekedésre voltak képesek, ami meglehetősen magas metabolikus arányt valószínűsít. Az adataik alapján bonyolult feladat a későbbiekre következtetni, mert a fajokra jellemző csontszerkezeti és növekedési arányra vonatkozó változások nagyon hasonlóak, de vannak olyan kutatási stratégiák, amelyekkel csökkenthető az olyan tényezők kockázata, amik elemzési hibákhoz vezethetnek.
- Az archosaurusok a triász idején három fő csoportra oszlottak: az ornithodirákra, melyekből a dinoszauruszok kifejlődtek, és amelyeknél megmaradt a gyors növekedés; a krokodilok őseire, melyek növekedése lassabbá, hüllőszerűvé vált; valamint a többi, közepes növekedési aránnyal rendelkezett archosaurusra.

### Növekedési arány
A dinoszauruszok növekedése a kis méretű tojástól a több tonnás testtömegig nagyon gyorsan történt. A természetes magyarázat erre az, hogy a dinoszauruszok meglehetősen nagy sebességgel alakították át az ételt a testtömegüket növelő tápanyaggá, amihez elég gyors metabolizmusra és gyakori táplálkozásra volt szükségük.
De egy korábbi, a növekedési arány és testhőmérséklet közti kapcsolatot vizsgáló statisztikai vizsgálat szerint a felnőtt méretet illetőan az alábbi állapítható meg: a nagyobb dinoszauruszok testhőmérséklete jelentősen nagyobb volt, mint a kisebbeké; a vizsgálatban szereplő legnagyobb dinoszaurusz, az Apatosaurus testhőmérséklete a becslés szerint meghaladta a 41 °C-ot is, míg a kisebbek hőmérséklete csupán 25 °C körül lehetett – összehasonlításképpen az ember átlagos testhőmérséklete nagyjából 37 °C.
Ezen becslések alapján a kutatók arra következtettek, hogy a nagy méretű dinoszauruszok tehetetlenségi homeotermek voltak (a hőmérsékletük az óriási tömegük miatt állandó volt); emellett pedig ektotermek is voltak (azaz „hideg vérű” állatok, melyek ha nem mozogtak vagy emésztettek, akkor nem termeltek annyi hőt, mint az emlősök). Ezek az eredmények összeillenek a dinoszauruszok méretei és növekedési arányai közti (fentebb leírt) összefüggésekkel.

### Oxigénizotóp arány a csontokban
Az 16O és az 18O arány a csontokban, a hőmérséklet függvénye – ha a csont magasabb hőmérsékleten fejlődik, az 16O szintje is magasabb. 1999-ben R. E. Barrick és W. J. Showers két theropodán, egy Tyrannosauruson és egy Giganotosauruson végzett elemzést, melyek más, változó hőmérsékletű évszakok jellemezte régiókban éltek (a mai Egyesült Államok, illetve Argentína területén):
- a két dinoszaurusz hátcsigolyája nem mutatja az évszakváltozások hatásait, ami azt jelzi, hogy mindkettő állandó központi hőmérsékletet tartott fenn, az évszakonként változó levegőhőmérséklet ellenére
- a bordáikon és a lábcsontjaikon nagyobb hőmérsékleti változások láthatók és a csigolyáktól való távolságukkal egyenes arányban az átlaghőmérsékletük is alacsonyabb.

Barrick és Showers megállapította, hogy mindkét dinoszaurusz endoterm volt, de a metabolikus arányuk a mai emlősökénél alacsonyabb lehetett, továbbá felnőtt korukban a hőmérsékletszabályzásuk fontos részét képezte a tehetetlenségi homeotermia. A késő kréta időszaki ornithischiákon 1996-ban végzett elemzésük hasonló eredményeket mutatott.
Voltak azonban, akik megkérdőjelezték ezt a nézetet, ugyanis a bizonyítékok a homeotermiára utalnak, de önmagukban nem szolgáltatnak bizonyítékot az endotermiára. Emellett a csonttermelés sem feltétlenül volt folyamatos a lábak végeinél – az Allosaurus csontvázain ugyanis a növekedési vonalak (melyek inkább LAG-ek, mint növekedési gyűrűk) ritkábbak vagy hiányosabbak a nagy végtag csontokon, míg az ujjakon és lábujjakon gyakoribbak. Amíg nincs egyértelmű bizonyíték a LAG-ek hőmérsékletfüggőségére, addig inkább csak azon időszakok jelezésére szolgálhatnak, amelyekben annyira szokatlanul hideg volt az idő, hogy a csontok növekedése szünetelt. Továbbá az oxigénizotóp arányokra vonatkozó adatok is lehetnek hiányosak, különösen a rendkívül hideg időszakokat illetően. Az oxigénizotóp arányok talán nem adnak megbízható eredményt a hőmérsékletbecsléseknél, ha nem azt jelzik, hogy a csontok növekedése nagyjából folyamatos volt az állat minden részén.

#### Ragadozó-zsákmány arány
Robert T. Bakker szerint:
- a hideg vérű ragadozóknak sokkal kevesebb élelemre van szükségük, mint a meleg vérűeknek, tehát egy adott mennyiségű zsákmány több hideg vérű ragadozót tud fenntartani, mint meleg vérűt.
- a dinoszauruszközösségekben a ragadozók által elejtett zsákmány teljes mennyisége közelebb állt a mai meleg vérű állatközösségekre jellemző mennyiséghez, mint ahhoz, ami a fosszilis, illetve a modern hüllőknél megfigyelhető.
- emiatt a ragadozó dinoszauruszok meleg vérűek voltak, és mivel a legkorábbi dinoszauruszok (például a Staurikosaurus vagy a Herrerasaurus) ragadozók voltak, minden dinoszaurusznak meleg vérűnek kellett lennie.

Ezeket az érveket számos kritika érte, és már nem is veszik őket komolyan (az idézett kifogások listája távolról sem teljes):
- A dinoszauruszok becsült tömege nagyon széles értékhatárok között mozog, és egy kis különbség is nagy eltérést okozhat a ragadozó-zsákmány arány megbecslésénél.
- A minták feltehetően nem reprezentatívak. Bakker múzeumi példányok alapján számolt, ami torzíthatja az eredményt a ritka vagy különösen jól megőrződött egyedek felé, és nem pontosan azokat mutatja be, amelyek az egyes lelőhelyeken találhatók. Habár a lelőhelyek sem feltétlenül reprezentálják az egykor ott élt populációt, ugyanis a kisebb és fiatalabb állatok kevésbé őrződtek meg, mint a nagyobb erősebb csontozattal rendelkezők.
- A nagy méretű ektoterm ragadozókkal kapcsolatban nem publikáltak ragadozó-zsákmány arányszámokat, mert ezek az állatok nagyon ritkák és többnyire csak kisebb szigeteken fordulnak elő. Ehhez hasonlóan ritkák a nagy ektoterm növényevők is. Emiatt Bakker arra kényszerült, hogy az emlős ragadozó-zsákmány arányokat a halak és gerinctelen állatközösségek adataival hasonlítsa össze, melyek amellett hogy jóval rövidebb életűek, más, az összevetést zavaró tulajdonságokkal is rendelkeznek.
- Elméletileg a ragadozók számát csak az elérhető zsákmány mennyisége korlátozza, valójában azonban a zsákmány biomassza más tényezői is korlátozhatják az elszaporodásukat, félrevezető módon csökkentve a ragadozó-zsákmány arányt. Emellett további korlátozó körülményt jelent például a fészkelőhelyek hiánya, a kannibalizmus vagy a ragadozók közti versengés.
- Az ökológiai tényezők félrevezetően csökkenthetik a ragadozó-zsákmány arányt, például előfordulhat, hogy egy ragadozó csak egy bizonyos zsákmány fajra vadászik, a betegségek, az élősködők és az éhezés pedig elpusztíthatják a zsákmányállatok egy részét, mielőtt a ragadozók elejthetnék őket.
- Nagyon nehéz pontosan megállapítani, hogy melyik ragadozó mire vadászott. Például a fiatal növényevőket elejthették a gyíkok és a kígyók, míg a felnőttekre vadászhattak az emlősök is. Eközben a ragadozók az életük korai szakaszában gerincteleneken is fenntarthatták magukat, majd a későbbiekben áttérhettek a gerincesekkel való táplálkozásra.

### Testtartás és járásmód

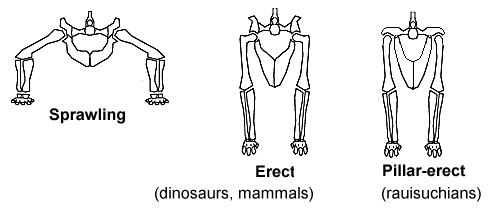
A csípőízületek és a lábak elhelyezkedése.

A dinoszauruszok lábai függőlegesen a testük alatt helyezkedtek el, ellentétben a gyíkokkal és a gőtékkel, melyek lábai oldalra állnak. Erre bizonyíték a kapcsolódó felületek által bezárt szög és az izmok illetve a csontokon levő izomtapadási pontok elhelyezkedése. A dinoszauruszok oldalra álló lábakkal való bemutatása kificamodott csípőjű, térdű, vállú és könyökű lényeket eredményezne (ezt a tényt csak 1909-ben ismerték fel).
D.R. Carrier 1987-ben vizsgálatot folytatott a négylábú állatok mozgásának fejlődésével kapcsolatban. A Carrier-féle megszorítás néven ismertté vált megállapítása alapján a levegőt lélegző, két tüdővel rendelkező gerincesek, melyek oldalra hajlítják a testüket mozgás közben, igen nehezen képesek egyszerre mozogni és lélegezni. Ez súlyosan korlátozza az állóképességüket, és arra kényszeríti őket, hogy több időt töltsenek pihenéssel, mint mozgással.
A terpesztett lábak mozgás közben oldalirányú rugalmasságot követelnek meg (e szabály alól kivételt képeznek az aránylag lassú teknősök, melyek testét a páncélzatuk elég mereven tartja). A Carrier-féle megszorítás ellenére az oldalra álló lábak hatékonyak a mellkasukon fekve sokat pihenő és egyszerre csak néhány másodpercig mozogó élőlények számára, mert ez a testfelépítés minimálisra csökkenti a lábra álláshoz és a lefekvéshez szükséges energiát.
A függőlegesen álló lábakkal a lábra állás és a lefekvés több energiát igényel, de elkerülhető velük a Carrier-féle megszorítás. Ez azt jelzi, hogy a dinoszauruszok aktív állatok voltak, mert a természetes kiválasztódás során a terpesztett lábak előnyt jelentettek volna, ha lomha, az idejük nagy részét nyugvó helyzetben töltő állatok lettek volna. Az aktív életstílushoz olyan metabolizmus szükséges, amely gyorsan pótolja az energiatartalékokat és eltávolítja a fáradtságot okozó salakanyagot, például egy meglehetősen gyors metabolizmus, amihez magas szintű homeotermia társul.
Bakker és Ostrom kimutatta, hogy minden dinoszaurusz függőleges hátsó lábakkal rendelkezett, továbbá a ceratopsiák és az ankylosaurusok kivételével az összes négylábú dinoszaurusz mellső lábai függőlegesen álltak; a ma élő állatok között csak az endoterm („meleg vérű”) emlősöknek és a madaraknak vannak függőlegesen álló lábaik (Ostrom igazolta, hogy a krokodilok esetenkénti „magas járása” kivételnek számít). Bakker azt állította, hogy ez egyértelmű bizonyíték arra, hogy a dinoszauruszok endotermek voltak, míg Ostrom szerint ez csupán meggyőző, de nem döntő bizonyíték.

#### Tollak

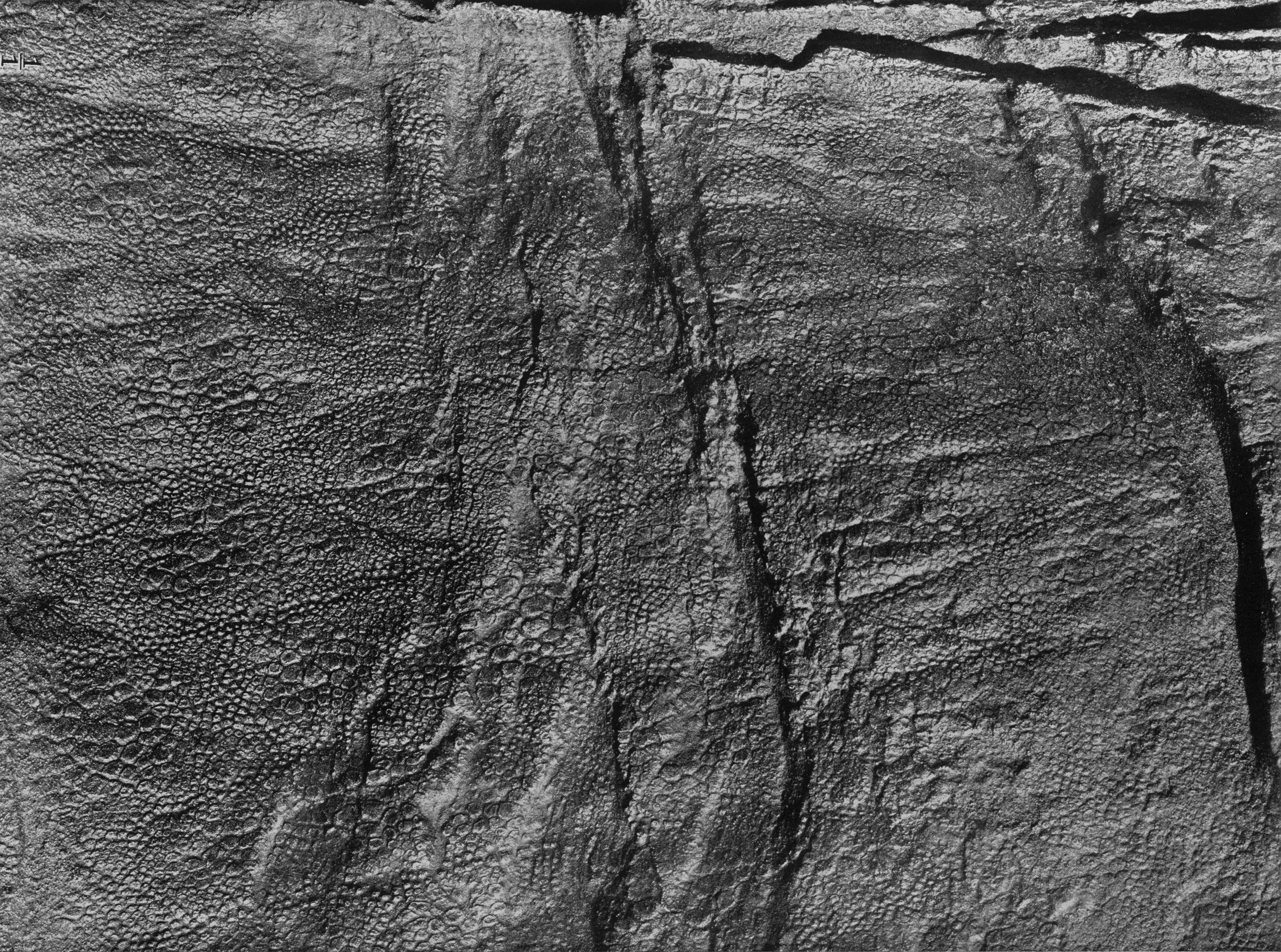
A hadrosauridák közé tartozó Edmontosaurus bőrlenyomata

Nem kétséges, hogy számos theropoda dinoszauruszfaj, mint például a Shuvuuia, a Sinosauropteryx és a Dilong (egy korai tyrannosauroidea) tollakkal rendelkezett. A tollakat a hőszigetelés és az ebből következő meleg vérűség bizonyítékainak tekintik.
A tollak lenyomatait sokáig csak a coeluridáknál találták meg (melyek között a tyrannosauroideák és a madarak ősei találhatók).
2014-ben a madármedencéjűek közé tartozó Kulindadromeus felfedezésével valószínűbbé vált, hogy több dinoszaurusznak lehetett hőszigetelő kültakarója, mint azt eddig gondolták volna.
Egy Carnotaurus (a coelurosaurusok közé nem tartozó abelisaurida) fosszilizálódott bőrlenyomata hüllőszerű, több sorban kidudorodásokat tartalmaz, de tollak jelenlétére nem utal. Ám egy felnőtt Carnotaurus tömege egy tonna körül lehetett, és a hasonló vagy nagyobb méretű emlősöket csupasz bőr és esetleg rövid szőrzet borítja, így talán ez a lelet nem árul el semmit arról, hogy a kisebb nem coelurosaurus theropodáknak voltak-e tollaik.
A Pelorosaurus és más sauropodák bőrlenyomatain nagy hatszögletű pikkelyek láthatók, emellett némelyiküket, például a Saltasaurust csontos lemezek is borították. A ceratopsiák bőre is nagy, sokszögű pikkelyekből állt, melyeket elszórtan kör alakú lemezek borítottak. A hadrosauridák mumifikálódott bőrmaradványai kavicsszerű pikkelyeket őriztek meg. Az ankylosauridáknak, például az Euoplocephalusnak sem valószínű, hogy lett volna hőszigetelő rétege, mivel a teste nagy részét csontos bütykök és lemezek borították. Ehhez hasonlóan a stegosaurusoknál sincs bizonyíték a tollazatra.

#### Sarkvidéki dinoszauruszok
A dinoszauruszok fosszíliáit az egykori sarkvidékek közelében fekvő területeken, Délkelet-Ausztráliában, az Antarktiszon és az Alaszkai Északi Lejtőn is megtalálták. Arra nincs bizonyíték, hogy a Föld dőlésszöge nagy mértékben megváltozott volna, így a sarkvidéki dinoszauruszoknak és az ökoszisztémájuk többi részének a napjainkban is tapasztalható módon meg kellett küzdenie a nappalok hosszának extrém változásaival (nyáron 24 óráig elnyúló nappalok, télen akár 24 órás éjszakák).
A fosszilizálódott növényzet tanulmányozása alapján feltételezhető, hogy az Alaszkai Északi Lejtőn a legmagasabb hőmérséklet 13, a legalacsonyabb pedig 2 és 8 °C között lehetett a kréta időszak utolsó 35 millió évében (ami valamivel hidegebb, mint az oregoni Portland időjárása, de melegebb, mint az albertai Calgaryé). Ennek ellenére az Alaszkai Északi Lejtőn nem találták meg nagy hideg vérű állatok, például gyíkok vagy krokodilok maradványait, melyek abban az időszakban gyakoriak voltak Albertában, Montanában és Wyomingban. Ez alapján is feltételezhető, hogy némelyik röpképtelen dinoszaurusz meleg vérű volt. Elképzelhető hogy az észak-amerikai sarkvidéki dinoszauruszok melegebb éghajlatú területekre vándoroltak a tél közeledtével, így akkor is volt lehetőségük nyaranta Alaszkában tartózkodni, ha hideg vérűek voltak. Az is lehet, hogy az Alaszka és Montana közti körutazás több energiát igényelt, mint amennyit a hideg vérű szárazföldi gerincesek képesek voltak megtermelni egy évben, így talán ezeknek a dinoszauruszoknak meleg vérűeknek kellett lenniük attól függetlenül, hogy költöző életmódot folytattak vagy átteleltek a sarkvidéken. Egy 2008-as, a dinoszauruszok vándorlásáról szóló cikkben Phil R. Bell és Eric Snively felvetették, hogy a legtöbb sarki dinoszaurusz beleértve a theropodákat, a sauropodákat, az ankylosaurusokat és a hypsilophodontidákat valószínűleg áttelelt, bár az Edmonotsaurushoz hasonló hadrosauridák képesek lehettek az éves 2600 kilométeres körutak megtételére.
Nehéz meghatározni, hogy milyen lehetett a délkelet-ausztráliai terület klímája mintegy 105–115 millió évvel ezelőtt, a kora kréta időszak során, melyből olyan leletek származnak, amelyek arra utalnak, hogy az altalaj állandóan fagyott volt, a felszínt pedig jégékek és (a talaj alatt mozgó jég által formált) buckás részek borították, ami alapján az éves átlaghőmérséklet -6 °C és +3 °C között lehetett; a lerakódás oxigénizotópos vizsgálata alapján az éves átlaghőmérséklet -2 és 5 °C között lehetett, de a fosszilis növényzet változatossága és a nagy méretű fák maradványai arra utalnak, hogy a környezet nagyban eltért a maitól, habár nincs magyarázat arra, hogyan volt képes fennmaradni a feltételezett hideg éghajlat ellenére (összehasonlításképpen a jelenkori alaszkai Fairbanks éves átlaghőmérséklete -2,9 °C). Az évenkénti vándorlás Ausztrália délkeleti területeiről meglehetősen nehéz lehetett az olyan kis termetű dinoszauruszok számára, mint a Leaellynasaura (amely egy 60–90 centiméter hosszúságú növényevő volt), mivel a melegebb égövi tájak felé vezető utat tengeri átjárók szakíthatták meg. A Leaellynasaura és a Timimus (egy körülbelül 3,5 méter hosszú és 1,5 méteres csípőmagasságú ornithomimida) csontmintáinak vizsgálata alapján arra lehet következtetni, hogy a két dinoszaurusz különböző módon vészelte át a hideg sötét teleket: a Timimus mintáin növekedési vonalak (LAG-ek) láthatók, melyek a fák évgyűrűihez hasonlók, így feltételezhető, hogy ez az állat hibernálva töltötte ezt az időszakot; míg a Leaellynasaura mintáin nem láthatók LAG-ek, ami arra utal, hogy télen is aktív maradt.

#### Bizonyíték a hőszabályozásra
Némelyik dinoszaurusz, például a Spinosaurus vagy az Ouranosaurus a hátán „vitorlát” viselt, ami a hátcsigolyákból nőtt ki. (Ez mellékesen a kezdetleges emlősszerű (synapsida) hüllőre, a Dimetrodonra is jellemző volt.) A vitorla talán az alábbi célokat szolgálhatta:
- hőt vett fel, amikor az állat sütkérezés közben a nap felé fordította
- hőt vont el, amikor az állat árnyékban állt, illetve az oldalsó részével irányult a nap felé. Mindez csak néhány ismert dinoszauruszfajra vonatkozik. Gyakran vélik úgy, hogy a stegosaurusok hátán levő lemezeknek is hőcserélő szerepük volt, mivel a rajtuk levő véredények elméletileg képesek lehettek hőt elnyelni vagy kisugározni.[98] Ez működhetett az olyan nagy méretű lemezekkel rendelkező stegosaurusoknál, mint a Stegosaurus, de például a Wuerhosaurus, a Tuojiangosaurus és a Kentrosaurus esetében a kisebb lemezek már nem biztos hogy használhatók voltak erre a célra. Mindemellett a stegosaurusok lemezeinek hőcserélő funkciójával kapcsolatos elképzelés jelenleg viták tárgyát képezi.[99]

### A krokodil-talány és a korai archosaurusok metabolizmusa
Úgy tűnik, hogy már a legkorábbi dinoszauruszok – különösen a függőleges lábúak –, is rendelkeztek a viták alapjául szolgáló meleg vérűségre utaló jellemzőkkel. Ez felveti a kérdést, hogy „Hogyan váltak a dinoszauruszok meleg vérűvé?”. A leginkább lehetséges válaszok az alábbiak:
- „A közvetlen őseik (az archosaurusok) hideg vérűek voltak, de a dinoszauruszoknál az evolúciójuk kezdetén megkezdődött a meleg vérűség kialakulása.” Ez azt jelenti, hogy a dinoszauruszok jelentős fejlődésen mentek keresztül aránylag rövid idő, talán kevesebb, mint 20 millió év alatt. Úgy tűnik, hogy az emlősök őseinél, melyeknél a meleg vérűség kifejlődése sokkal tovább tartott, a folyamat a másodlagos szájpadlás kialakulásával kezdődött meg a középső perm időszakban,[100] és feltehetően a szőrzet megjelenéséig tartott, ami nagyjából a jura időszak közepén, 164 millió éve történt meg.[101][102] A szőr jelenlétére utaló legkorábbi bizonyíték a fosszíliákban egy 164 millió éves Castorocauda leletből származik. Az 1950-es évek óta viták tárgyát képezte, hogy vajon létezik-e bizonyíték a szőrzet meglétére a kora triász időszaki cynodontiáknál, például a Thrinaxodonnál.[103][104] A kis csatornák (foramenek) jelenléte a cynodontiák pofacsontjában nem egyértelmű bizonyíték, ugyanis hasonló csatornák találhatók a ma élő hüllők egy részénél is.[105][106] Az új felfedezések szerint a késő perm idején az emlősszerűek (Synapsidák) vagy néhány fajuk szőrt viselt.[107]
- „A dinoszauruszok közvetlen ősei (az archosaurusok) valamelyest meleg vérűek voltak, és a dinoszauruszok továbbfejlődtek ezen a téren.” Ez a válasz két problémát vet fel: (A) Az archosaurusok korai evolúciója még meglehetősen tisztázatlan – a triász időszak kezdetéről nagy számú faj és sok példány került elő, de a perm időszak végéről csak két faj ismert (az Archosaurus rossicus és a Protorosaurus speneri); (B) A krokodilok nem sokkal a dinoszauruszok előtt fejlődtek ki, és bár közel állnak hozzájuk, mégis hideg vérűek.

A krokodilfélék rejtélyt jelentenek, amennyiben a dinoszauruszokat aktív, nagyjából állandó testhőmérsékletű állatoknak tekintik. A krokodilok rövid idővel a dinoszauruszok előtt fejlődtek ki, és a madarak után a dinoszauruszok legközelebbi élő rokonai – de a modern krokodilok hideg vérűek. Ez felvet néhány kérdést:
- Ha a dinoszauruszok fejlesztették ki a meleg vérűséget, mikor és milyen sebességgel fejlődött ki náluk ez a tulajdonság?
- A mai krokodilok hideg vérűek, de számos tulajdonságuk a meleg vérűséghez kötődik. Hogyan alakultak ki ezek náluk?

A mai krokodilok hideg vérűek, de képesek kinyújtott lábakon járni, és számos olyan tulajdonságuk van, ami általában a meleg vérűekhez kötődik, mert ezek növelték az állatok oxigéntartalékait:
- Az emlősöknek és a madaraknak négyüregű szívük van. A nem krokodilféle hüllők háromüregű szívvel rendelkeznek, ami kevésbé hatékony, mivel összekeveredik benne az oxigéndús és az oxigénszegény vér, ami ezután a tüdő helyett a test többi része felé áramlik. A mai krokodiloknak négyüregű szívük van, de aránylag kicsi a testméretükhöz képest, így kisebb nyomást fejt ki, mint az emlősöké és a madaraké. Emellett rendelkezik egy billentyűvel, amivel az állat képes háromüregűként működtetni, amikor a víz alatt tartózkodik és takarékoskodnia kell az oxigénnel.[109]
- Egy rekeszizom, a légzés megsegítésére.
- Egy másodlagos szájpadlás, ami lehetővé teszi, hogy az állat egyszerre egyen és lélegezzen.
- Egy hepatikus dugattyú mechanizmus, ami a tüdőket mozgatja. Ez eltér az emlősökre és a madarakra jellemző tüdőmozgástól, de hasonlít ahhoz, amiről egyes kutatók a dinoszauruszok esetében beszámoltak.[19][21]

Vajon a természetes kiválasztódás során miért részesült előnyben ez a tulajdonság, ami rendkívül fontos a meleg vérű élőlényeknek, de nyilvánvalóan kis haszonnal jár egy rejtőző vízi ragadozó számára, ami az ideje nagy részét a vízben lebegve vagy a folyó fenekén fekve tölti?

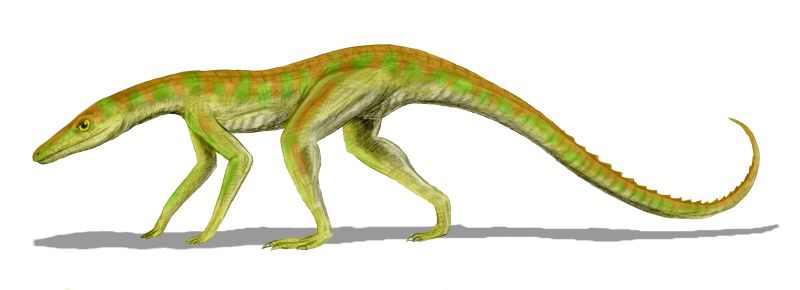
A Terrestrisuchus, egy vékony, hosszú lábú triász időszaki crocodylomorpha rekonstrukciója

Az 1980-as évek végén felvetődött, hogy talán a krokodilok eredetileg aktív, meleg vérű ragadozók voltak, az archosaurus őseikkel együtt. A későbbi vizsgálatok kiderítették, hogy a krokodil embrióknál először a négyüregű szív fejlődött ki, és csak később jelentek meg azok a módosulások, amik lehetővé tették a víz alatti háromüregű működést. A biogenetikai alaptörvény alapján a kutatók megállapították, hogy a krokodiloknak eredetileg teljesen négyüregű szívük volt, és a billentyűt később fejlesztették ki, amikor áttértek a hideg vérű, rejtőző vízi ragadozó életmódra.
Az archosaurusok újabb, csontszerkezettel és növekedési arányokkal kapcsolatos vizsgálatai alapján megállapítást nyert, hogy a korai archosaurusoknak elég magas volt a metabolikus arányuk, ami a krokodilok triász időszaki őseinél csökkent le a hüllőkre jellemző szintre.
Ha ez a nézet helyes, akkor az archosaurusoknál a meleg vérűség kifejlődése (ami a dinoszauruszoknál érte el a tetőfokát) hasonló hosszúságú időszak alatt ment végbe, mint az emlősöknél. Ezt alátámaszthatják a fosszilis bizonyítékok is:
- A legkorábbi krokodilok, például a Terrestrisuchus, vékony, hosszú lábú szárazföldi ragadozók voltak.
- A függőlegesen álló lábak elég korán megjelentek az archosaurusok fejlődési vonalán, és a rauisuchiák nem igazán alkalmazkodtak más testtartáshoz.[113]

## Fordítás
- Ez a szócikk részben vagy egészben  a   Physiology of dinosaurs című angol Wikipédia-szócikk ezen változatának fordításán alapul.  Az eredeti cikk szerkesztőit annak laptörténete sorolja fel. Ez a jelzés csupán a megfogalmazás eredetét és a szerzői jogokat jelzi, nem szolgál a cikkben szereplő információk forrásmegjelöléseként.